# Omar Hakim

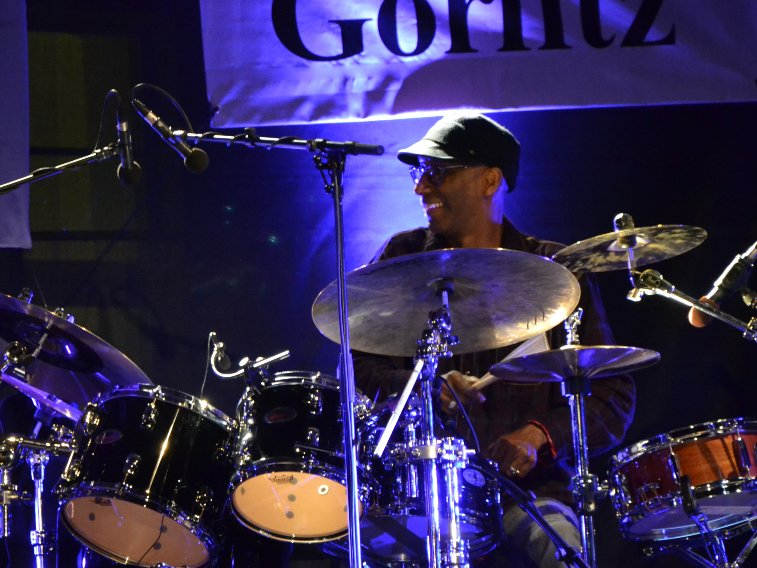
Omar Hakim, 2012

Omar Hakim (ur. 12 lutego 1959 w Nowym Jorku) – amerykański perkusista jazzowy i rockowy. Grał z takimi artystami jak: Sting, Weather Report, Mariah Carey, Madonna, David Bowie, Miles Davis, Marcus Miller, Dire Straits, Herbie Hancock, John Scofield, Journey, Bobby McFerrin, Al Di Meola.

## Publikacje
- Omar Hakim Express Yourself, 2002, Alfred Publishing, ISBN 978-0-7579-2170-4

## Wybrana dyskografia
- Urszula Dudziak – Sorrow Is Not Forever... But Love Is (1983, Keytone)[4]
- David Bowie – Let’s Dance (1983, EMI)[5]
- Dire Straits – Brothers in Arms (1985, Vertigo)[6]
- Miles Davis – Tutu (1986, Warner Bros. Records)[7]
- Omar Hakim – Rhythm Deep (1989, GRP)[8]
- Omar Hakim – The Groovesmith (2000, Oh Zone Entertainment)[9]

## Filmografia
- Sound City (jako on sam, 2013, film dokumentalny, reżyseria: Dave Grohl)